# Gangsta Boo
Gangsta Boo, pseudonimo di Lola Chantrelle Mitchell (Memphis, 7 agosto 1979 – Memphis, 1º gennaio 2023), è stata una rapper statunitense.
Definita spesso una pioniera del gangsta rap femminile e una delle prime rapper donne del sud degli Stati Uniti, nel corso della sua carriera ha fatto parte di vari gruppi musicali come i Three 6 Mafia e pubblicato 3 album da solista.

## Biografia

### Carriera
Nata e cresciuta nel quartiere Whitehaven di Memphis, Mitchell inizia a rappare dall'età di 14 anni. Viene dunque scoperta da DJ Paul, il quale le permette di entrare a far parte dei Three 6 Mafia nel 1994. L'artista partecipa dunque ai primi 6 album del gruppo, del quale continua a far parte fino al 2001. Nel 1998, mentre è ancora parte del gruppo, pubblica il suo primo album da solista Enquiring Minds, che raggiunge la posizione 46 nella Billboard 200. Nel 2001, in concomitanza alla sua fuoriuscita da Three 6 Mafia, pubblica il suo secondo album da solista Both Worlds *69, raggiungendo questa volta la posizione 23 nella Billboard 200. Nel 2003 pubblica l'album Enquiring Minds II: The Soap Opera.
Negli anni successivi, Mitchell si dedica principalmente alla produzione di mixtape. Nel 2011 collabora con Yelawolf ed Eminem nel brano Throw It Up. Nel 2013 accetta di entrare a far parte dei Da Mafia 6, gruppo "spin off" del Three 6 Mafia, e prende parte al mixtape di debutto del gruppo, 6ix Commandments. Nel 2014 collabora con La Chat, anche lei ex componente dei Three 6 Mafia, nel joint EP Witch. Nel 2022 collabora con le rapper GloRilla e Latto nel brano FTCU, oltre ad annunciare di essere al lavoro sul suo quarto album da solista.

### Morte
Il 1º gennaio 2023, Mitchell è stata ritrovata morta nella sua casa di Memphis, all'età di 43 anni. Sebbene la causa della morte in un primo momento non fosse stata rivelata, secondo quanto affermato successivamente da una fonte intervistata da TMZ la rapper sarebbe deceduta in seguito a un'overdose provocata dall'assunzione di cocaina e fentanyl.

## Discografia (parziale)

### Album
- 1998 – Enquiring Minds
- 2001 – Both Worlds *69
- 2003 – Enquiring Minds II: The Soap Opera

### EP
- 2014 – Witch (con La Chat)

### Mixtape
- 2006 – Still Gangsta (con DJ Smallz)
- 2007 – Memphis Queen Is Back (Still Gangsta Slowed & Throwed)
- 2009 –The Rumors (con DJ Drama)
- 2010 – Miss.Com (con DJ Fletch)
- 2011 – 4 Da Hood (con DJ Fletch)
- 2011 – Foreva Gangsta (con Trap-A-Holics)
- 2013 – It's Game Involved
- 2015 – Underground Cassette Tape Music (con Beatking)
- 2015 – Candy, Diamonds & Pill's
- 2018 – Underground Cassette Tape Music 2 (con Beatking)